# Hiller von Gaertringen

Wappen der Hiller von Gaertringen

Hiller von Gaertringen ist der Name eines württembergischen Adelsgeschlechts, dessen Wurzeln in Pöttmes bei Augsburg liegen.

## Geschichte
Stammvater des Geschlechts war Hanns Martin Hiller (* in Pöttmes um 1540, † 1594 in Burgheim), Hofmarkbesitzer und Richter in Burgheim, herzoglich pfalz-neuburgischer Rat. Sein Sohn, der herzoglich württembergische Rat und Kammersekretär Heinrich Hiller heiratete 1611 Kunigunde geb. Moser von Filseck und wurde am 22. Januar 1628 mit Wappenbesserung in den Reichsadelsstand erhoben. Seit 1634 in Gärtringen bei Stuttgart ansässig, wurde das Geschlecht mit dem herzoglich württembergischen Rat und Gesandten zu Regensburg Johann von Hiller am 10. Februar 1703 mit neuerlicher Wappenbesserung zu Freiherren Hiller von Gaertringen erhoben.
Seit der Mitte des achtzehnten Jahrhunderts verbreiterte sich das Geschlecht nach Preußen und war zunächst in Pommern, dann in Ostpreußen und Posen begütert. Es wurde dort durch mehrere ausgezeichnete Generäle und Offiziere, aber auch Archäologen, Historiker und Kunsthistoriker bekannt. Mit Schloss Reppersdorf konnte im Osten ein Besitz bis 1945 geführt werden. Schloss Gärtringen ist bis heute im Eigentum der Familie. Außerdem betreibt die Familie am Ort bis heute einen Forstbetrieb.

## Wappen
Das Wappen von 1628 ist von Rot und Silber gespalten, rechts belegt mit drei goldenen Schräglinksbalken darauf eine aufwärts gerichtete gold bestielte silberne Hellebarde, links ein mit gleicher Hellebarde belegter blauer Pfahl. Auf dem Helm mit rechts rot-goldenen und links blau–silbernen Helmdecken ein natürlicher stolzer Pfau mit goldenem Fingerring (mit spitzigem Kleinod) im Schnabel.

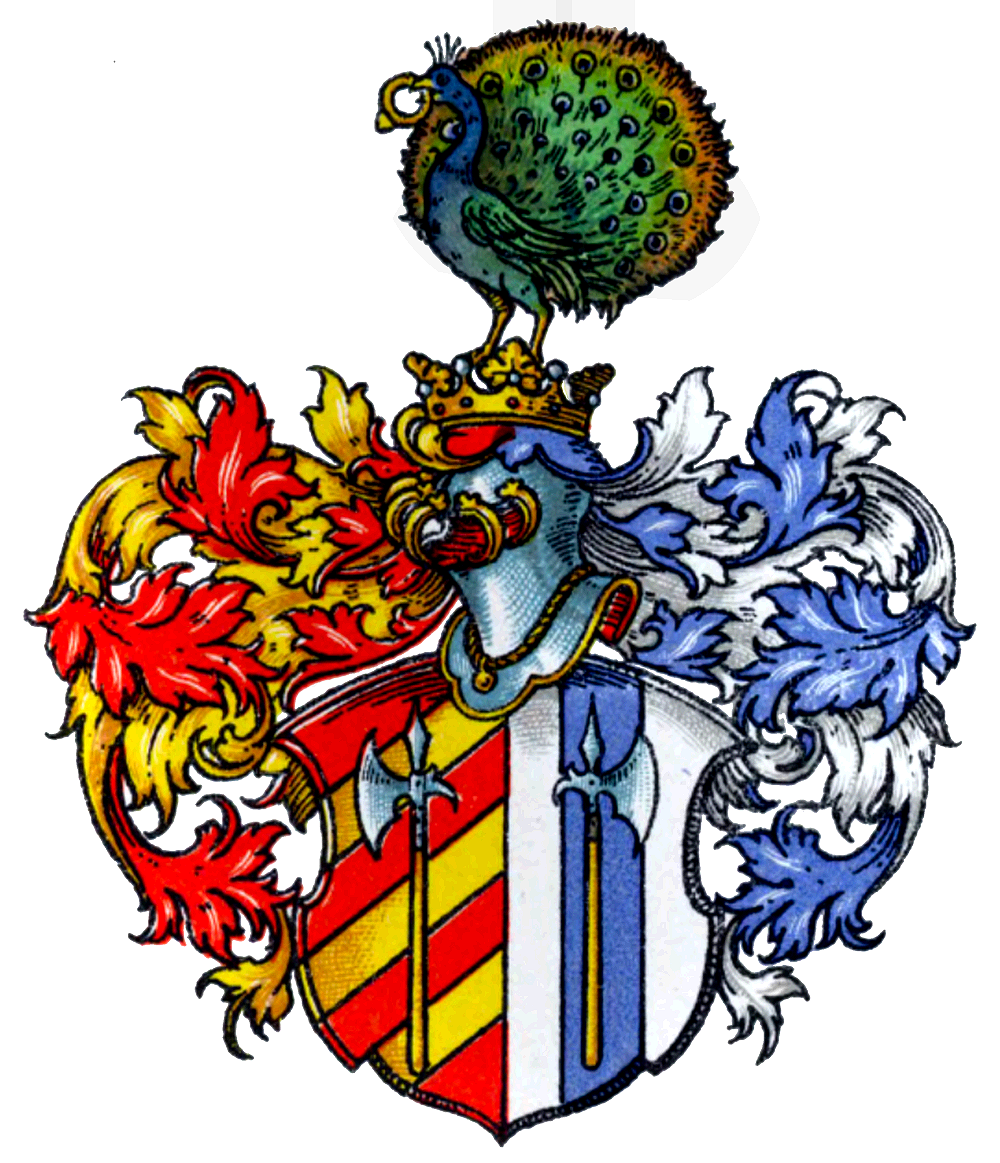
Wappen der Hiller von Gaertingen bei Alfred Freiherr von Krane
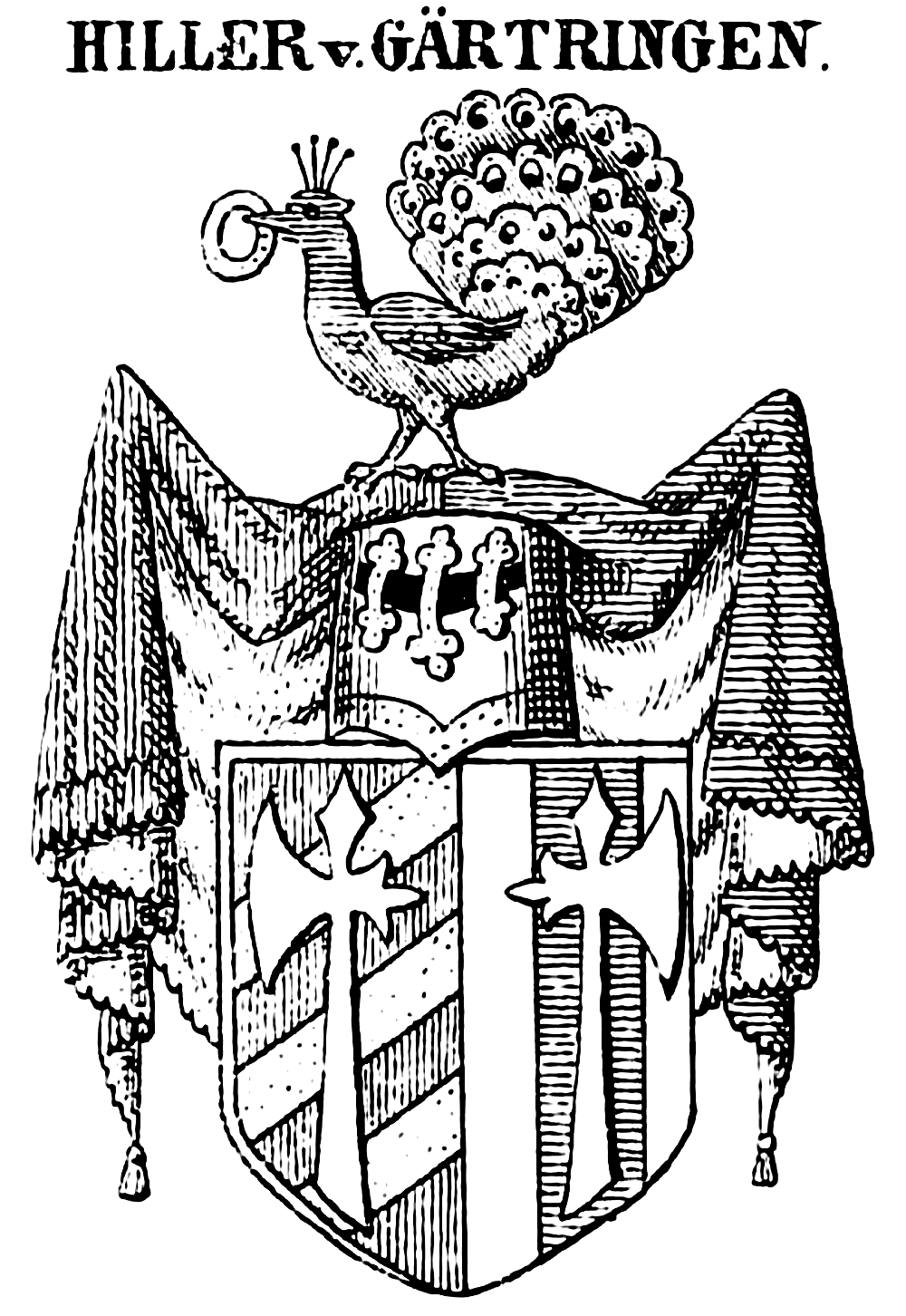
Wappen der Hiller von Gaertringen bei Siebmacher

## Zugehörige Personen
- August Hiller von Gaertringen (1772–1856), preußischer General der Infanterie
- Ferdinand Hiller von Gaertringen (1772–1854), württembergischer Landvogt[3]
- Ferdinand August Hiller von Gaertringen (1840–1887), Majoratsherr auf Gärtringen
- Friedrich Hiller von Gaertringen (Epigraphiker) (1864–1947), deutscher Epigraphiker und Archäologe
- Friedrich Hiller von Gaertringen (Historiker) (1923–1999), deutscher Historiker
- Hans Georg Hiller von Gaertringen (* 1972), deutscher Kunsthistoriker

- Johann Hiller von Gaertringen (Diplomat) (1658–1715), Diplomat und Reichstagsgesandter in württembergischen Diensten. Andere Namensform: Hüller von Gartringen
- Johann Hiller von Gaertringen (Oberamtmann) (1687–1756), nassauischer Reichstagsgesandter in Regensburg, Oberamtmann zu Merklingen
- Johann Eberhard Rudolf Hiller von Gaertringen (1735–1799), preußischer Generalmajor
- Julia Hiller von Gaertringen (* 1963), deutsche Bibliothekarin
- Rudolf Hiller von Gaertringen (1801–1866), deutscher Gutsbesitzer und Politiker, MdL Preußen, Kommendator des Johanniterordens
- Rudolf Hiller von Gaertringen (* 1961), deutscher Kunsthistoriker
- Rudolph Hiller von Gaertringen (1771–1831), preußischer Generalmajor
- Wilhelm Hiller von Gaertringen (1809–1866), preußischer Generalleutnant